# ラブひな OKAZAKI COLLECTION
『ラブひな OKAZAKI COLLECTION』（ラブひな オカザキ・コレクション）は、岡崎律子の5thアルバム。2001年12月16日にスターチャイルドから発売された。

## 概要
- テレビアニメ『ラブひな』に提供した楽曲のセルフカバーを中心に構成、提供した楽曲の原曲は同作品に出演した女性声優が歌っていた。
- 3曲目「Friendship」は、2012年に放送されたテレビアニメ『好きっていいなよ。』のオープニングテーマとして「Friendship 〜for 好きっていいなよ。」と題し、本曲の歌唱音源に野見祐二が編曲し直したメロディーを組み合わせ使用された。
- 4曲目「今宵の月に誘われて」と10曲目「Merry Christmas to You」は、今作の為に書き下ろされた楽曲である。

## 収録曲
| 全作詞・作曲: 岡崎律子。 |                            |           |            |            |      |
| #                        | タイトル                   | 作詞      | 作曲・編曲 | 編曲       | 時間 |
| 1.                       | 「春だもの!」              | 岡崎律子  | 岡崎律子   | 十川知司   | 3:38 |
| 2.                       | 「はじまりはここから」     | 岡崎律子  | 岡崎律子   | 十川知司   | 3:22 |
| 3.                       | 「Friendship」             | 岡崎律子  | 岡崎律子   | 重実徹     | 5:28 |
| 4.                       | 「今宵の月に誘われて」     | 岡崎律子  | 岡崎律子   | 長谷川智樹 | 4:27 |
| 5.                       | 「サクラサク」             | 岡崎律子  | 岡崎律子   | 十川知司   | 3:10 |
| 6.                       | 「君さえいれば」           | 岡崎律子  | 岡崎律子   | 十川知司   | 4:37 |
| 7.                       | 「なんてステキな」         | 岡崎律子  | 岡崎律子   | 光宗信吉   | 5:12 |
| 8.                       | 「祝福」                   | 岡崎律子  | 岡崎律子   | 十川知司   | 3:28 |
| 9.                       | 「イツマデモ♥ドコマデモ」  | 岡崎律子  | 岡崎律子   | 十川知司   | 3:41 |
| 10.                      | 「Merry Christmas to You」 | 岡崎律子  | 岡崎律子   | 長谷川智樹 | 4:18 |
| 合計時間:                | 合計時間:                  | 合計時間: | 41:21      |            |      |

## 初出・原曲タイアップ
| 曲名                  | 原曲タイアップ                             | オリジナル歌手 | 初出シングル・アルバム                           | 発売日        | 規格品番  |
| --------------------- | ------------------------------------------ | --- | ------------------------------------------------ | ------------- | --------- |
| 春だもの!             | キャラクターソング                         | 成瀬川なる（堀江由衣）・前原しのぶ（倉田雅世）・乙姫むつみ（雪野五月） | 『ひなたガールズソングベスト 〜ラブひな〜』      | 2001年3月16日 | KICA-533  |
| はじまりはここから    | テレビアニメ最終回エンディングテーマ       | 林原めぐみ | 『〜サイレント・イヴ〜 ラブひな WINTER SPECIAL』 | 2001年1月24日 | KICA-531  |
| Friendship            | キャラクターソング                         | 成瀬川なる（堀江由衣）・前原しのぶ（倉田雅世）・青山素子（浅川悠）・紺野みつね（野田順子）・カオラ＝スゥ（高木礼子）・乙姫むつみ（雪野五月）・サラ=マクドゥガル（小林由美子） | 「Friendship」                                   | 2001年3月24日 | NKCD-3519 |
| サクラサク            | テレビアニメオープニングテーマ             | 林原めぐみ | 「サクラサク」                                   | 2000年5月24日 | KICA-506  |
| 君さえいれば          | テレビアニメオープニングテーマ             | 林原めぐみ | 「サクラサク」                                   | 2000年5月24日 | KICA-506  |
| なんてステキな        | キャラクターソング                         | 乙姫むつみ（雪野五月） | 『ひなたガールズソングベスト 〜ラブひな〜』      | 2001年3月16日 | KICA-533  |
| 祝福                  | テレビアニメスペシャル版エンディングテーマ | 堀江由衣・倉田雅世・雪野五月・浅川悠・野田順子・高木礼子・小林由美子 | 『ひなたガールズソングベスト2 〜ラブひな〜』     | 2001年10月3日 | KICA-557  |
| イツマデモ♥ドコマデモ | イメージソング                             | 堀江由衣・倉田雅世・雪野五月・浅川悠・野田順子・高木礼子・小林由美子 | 『ひなたガールズソングベスト2 〜ラブひな〜』     | 2001年10月3日 | KICA-557  |